# Варюшкин, Егор Вячеславович
Егор Вячеславович Варюшкин (род. 20 декабря 2004, Москва) — российский хоккеист, нападающий системы московского «Спартака».

## Клубная карьера
Начал заниматься хоккеем в московской школе «Марьино», в 2018 году перешёл в академию московского «Спартака». Летом 2021 года был переведён в МХК «Спартак», выступающий в Молодёжной хоккейной лиге. Дебютировал в МХЛ 11 сентября 2021 года в матче против «Сахалинских акул» (2:0). Первое очко за команду набрал 1 ноября 2021 года в матче против «Капитана» (2:0), а первую шайбу забросил 4 февраля 2023 года во встрече против «Локо» (3:5). 25 июля 2023 года «Спартак» заключил с Варюшкиным контракт на три года. Летом 2023 года проходил предсезонные сборы с основным составом «Спартака».
С сентября 2023 года начал привлекаться в фарм-клуб «Спартака» во Всероссийской хоккейной лиге — воскресенский «Химик». Дебютировал в ВХЛ 3 сентября 2023 года в матче против «Рубина» (3:2 Б). Первую шайбу за команду забросил 29 января 2024 года во встрече против «Рязани-ВДВ» (4:1). В Континентальной хоккейной лиге дебютировал за «Спартак» 12 января 2024 года в матче против СКА (2:5), проведя на площадке шесть минут и 34 секунды. Первую шайбу в КХЛ забросил 27 января 2024 года в своём втором матче в лиге, отличившись во встрече против московского «Динамо» (4:3 Б). 24 мая 2025 года вместе с МХК «Спартак» стал обладателем Кубка Харламова.

## Карьера в сборной
12 апреля 2024 года был впервые вызван в молодёжную сборную России для участия на турнире «Лига Ставок Кубок Будущего». На турнире провёл один матч, в котором отметился заброшенной шайбой, поразив ворота сборной Казахстана (12:0).

## Достижения
- Обладатель Кубка Харламова: 2025